# Poo-uli
El poo-uli (Melamprosops phaeosoma) és un ocell extint endèmic de les illes Hawaii. Es considera un membre de la família dels fringíl·lids. i era l'únic representant del seu gènere: Melamprosops Casey et Jacobi, 1974. El nom vernacle (amb una transcripció vacil·lant com "po'o-uli", "poouli", "po'o'uli", "pouli" o "poo-uli") significa cap negre i fa referència a la marca característica d'aquestes aus, un antifaç negre. El po'o-uli va ser descobert el 1973 als pendents de nord-orientals del volcà Haleakala a l'illa de Maui. S'alimentava sobretot de gasteròpodes, insectes, i aranyes i niava en els boscos endèmics de 'ohi'a.